# پرویس
پرویس (به ایتالیایی: Proves) یک کومونه در ایتالیا است که در تیرول جنوبی واقع شده‌است. پرویس ۱۸٫۵ کیلومتر مربع مساحت و ۲۷۴ نفر جمعیت دارد.